# 16555 Nagaomasami
16555 Nagaomasami è un asteroide della fascia principale. Scoperto nel 1991, presenta un'orbita caratterizzata da un semiasse maggiore pari a 2,5784975 au e da un'eccentricità di 0,1627034, inclinata di 15,56312° rispetto all'eclittica.
L'asteroide è dedicato all'astronomo amatoriale giapponese Masami Nagao.